# Distrito de Qamishli
El distrito de Qamishli (en árabe: منطقة القامشلي‎) es un distrito (mantiqah) de la gobernación de Hasaka en Siria. En el censo de 2004 contaba con una población de 423.368 habitantes. La capital del distrito es la ciudad de Qamishli. La mayoría de habitantes son kurdos y asirios.

## Divisiones
El distrito de Qamishli se divide en 4 subdistritos o Nāḥiyas (población según el censo de 2004):